# ダルギン人
- ダルグワ人

ダルギン人 (ダルギン語:дарганти、 ロシア語: даргинцы、ダルグワ人とも) は、 北コーカサスにその起源をもつダルギン語を母語とする民族であり、ダゲスタン共和国内で2番目に大きな民族集団である。  

## 概要
ダゲスタン共和国内でもカイタグスキー地区、ダッカイェブスキー地区、レバシンスキー地区、セルゴカリンスキー地区に集中している。
ロシア帝国がダゲスタン一帯を支配するまではこの一帯を支配していた。

## ダルギン人のサブグループ
- クバチ人
- カイタグ人